# Ghadi (filme)
Ghadi é um filme de drama libanês de 2013 dirigido e escrito por Amin Dora e Georges Khabbaz. Foi selecionado como representante do Líbano à edição do Oscar 2014, organizada pela Academia de Artes e Ciências Cinematográficas.

## Elenco
- Georges Khabbaz - Leba Saba
- Lara Matar - Lara
- Christine Choueiri - Sophie